# Jo Kastner
Jo Kastner (* 18. Dezember 1957 in St. Martin im Mühlkreis) ist ein österreichischer Filmproduzent, Unternehmer, Regisseur und Schauspieler.

## Leben und Karriere
Jo Kastner wurde 1957 in St. Martin im oberösterreichischen Mühlviertel geboren. 1979 zog er nach München, wo er zunächst für die Investmentfirma Merrill Lynch tätig war.
Durch seine Kontakte in die Filmbranche wurde Kastner auf das damals noch junge Geschäft mit Videokassetten aufmerksam. Er erkannte das Potenzial dieses neuen Marktes und gründete die Firma United World Video. Diese spezialisierte sich auf den Import und die Synchronisation von Italo-Western, die anschließend in deutschen Videotheken vertrieben wurden. Bereits ein Jahr später produzierte er seinen ersten eigenen Spielfilm mit dem Titel "Let’s Go Crazy", in dem er unter dem Pseudonym Conrad Caster, neben Jenny Jürgens und Charles M. Huber auch die Hauptrolle übernahm. Gedreht wurde in Triest sowie im damaligen Jugoslawien.
Zurück in München gründete Kastner gemeinsam mit Hans-Jürgen Seybusch das Filmbüro München und spezialisierte sich anfangs auf Product Placement – ein Geschäftsmodell, das in Deutschland zu diesem Zeitpunkt weitgehend unbekannt war. Das Filmbüro entwickelte sich in den 1980er- und 1990er-Jahren zur ersten und erfolgreichsten Agentur auf diesem Gebiet und betreute jährlich eine Vielzahl von erfolgreichen TV-Serien und Kinofilmen, wie Die Schwarzwaldklinik, Rivalen der Rennbahn, Die Hausmeisterin, Wetten, dass..?, Vier gegen Willi sowie zahlreiche "Tatort"-Folgen. Ein weiteres Standbein war die Produktion von Musikvideos für aufkommende Musiksender wie VIVA und MTV. In diesem Zusammenhang entstand auch das Video "Der Staatssekretär" von Udo Lindenberg. Im 1989 produzierten Film "Der Atem" wirkte Kastner als Co-Produzent mit.
Kastner erkannte zudem ein wiederkehrendes Problem in der deutschen Filmfinanzierung: Es fehlte oft an Eigenkapital. Gemeinsam mit H.J. Seybusch gründete er den Filmpool Alpha, der gezielt in Filmprojekte investierte. Hier entstanden unter anderem die ersten Filme von Doris Dörrie, wie Männer und Paradies. In Kooperation mit Prokino war das Unternehmen auch an Kinoerfolgen wie Z.B. Lola rennt beteiligt.
Nach vier Jahren verließ Kastner das Filmbüro und gründete mit dem US-Regisseur Paul Nicolas die Firma Cine Partners und Creative Image. Filme wie Night of the Archer (Deutsch: Die Nacht des Killers) mit der James Bond Darstellerin Barbara Carrera und Sandahl Bergman (Conan) entstanden in dieser Co-Operation. Neben der Unterstützung zahlreicher Film- und Fernsehproduktionen – wie Otto – Der Film oder Der Schuh des Manitu – bestand eine enge Zusammenarbeit mit der Intertainment AG in München, bei Filmen wie "Rudolph, the Red-Nosed Reindeer" bzw. "Der kleine Vampir". Die TV-Serie "Goldrausch" von Paul Nicholas für CCC Film Berlin sowie zahlreiche Dokumentationen für Kinder- und Wissensformate entstanden in dieser Zeit.
In den 2000er-Jahren zog sich Kastner aus dem aktiven Geschäft in Deutschland zurück und zog nach Los Angeles. Dort produzierte er unter anderem den Film "Tom Sawyer & Huckleberry Finn" mit Val Kilmer, Jake T. Austin und Katherine McNamara für eOne-Entertainment, bei dem er auch Regie führte und das Drehbuch schrieb.

## Filmografie
- 1986: Paradies (Co-Produzent)
- 1987: Peng! Du bist tot! (Co-Produzent)
- 1987: Herz mit Löffel (Co-Produzent)
- 1988: Die Nacht des Marders (Co-Produzent)
- 1989: Der Atem (Co-Produzent)[4]
- 1994: Die Nacht des Killers (Night of the Archer; Produzent)[5]
- 2014: Tom Sawyer & Huckleberry Finn (Regie, Drehbuch, Produzent)[6]